# Dmitri Andrejewitsch Furmanow

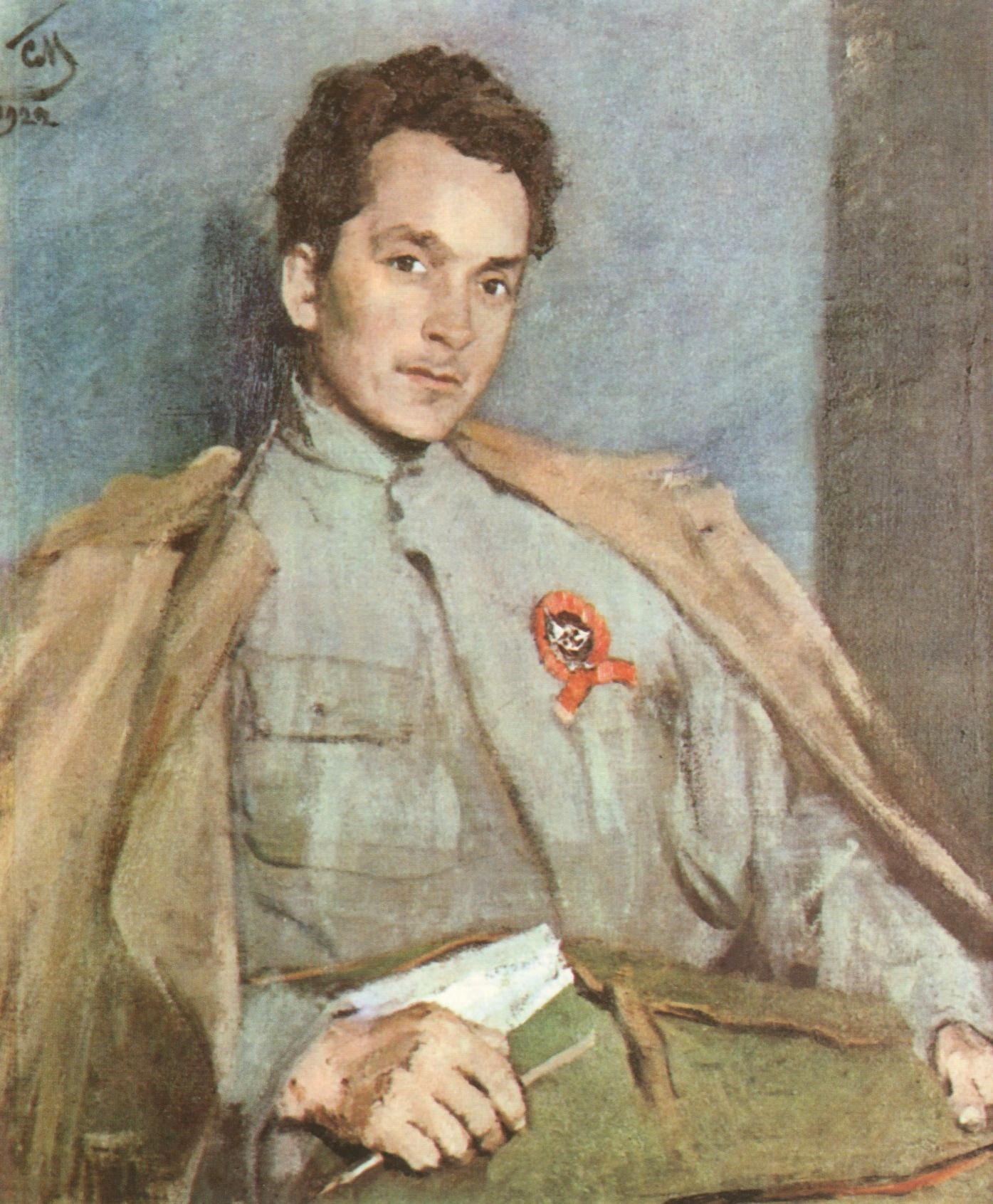
Dmitri Andrejewitsch Furmanow, porträtiert von Sergei Maljutin (1922)

Dmitri Andrejewitsch Furmanow (russisch Дмитрий Андреевич Фурманов, wiss. Transliteration Dmitrij Andreevič Furmanov; * 26. Oktoberjul. / 7. November 1891greg. in Sereda [seit 1941: Furmanow]; † 15. März 1926 in Moskau) war ein sowjetischer Schriftsteller und roter Kommissar während des Russischen Bürgerkrieges.
Furmanow, der seine Schulzeit in Iwanowo-Wosnessensk verbrachte, nahm im September 1912 an der Moskauer Universität ein Jurastudium auf, das er bald zugunsten eines historisch-philologischen aufgab. 1912 erschienen bereits erste Gedichte Furmanows in der Zeitung Iwanowski listok. 1914 meldete sich Furmanow nach Kriegsausbruch zu Kursen des Roten Kreuzes an, wo er seine zukünftige Frau Anna Nikititschna Steschenko kennenlernte. 1917 schloss er sich den Sozialrevolutionären an und wurde zugleich Sekretär des Revolutionsstabes von Iwanowo, wohin er während der Kriegszeit zurückkehrte. 1918 trat Furmanow den Bolschewiki bei und heiratete Anna Steschenko, 1919 kam er erstmals mit Wassili Iwanowitsch Tschapajew in Berührung und wurde Kommissar der 25. Schützendivision, die von Tschapajew während des Russischen Bürgerkrieges angeführt wurde. Tschapajew fiel im selben Jahr. 1920 wurde Furmanow nach Kasachstan und Usbekistan delegiert, wo er an Kämpfen gegen die Weiße Armee teilnahm. Seit 1920 erschienen regelmäßig Erzählungen und Schauspiele von ihm, die vornehmlich in sowjetischen Zeitschriften gedruckt wurden. Einer seiner maßgeblichen Befürworter war Maxim Gorki, mit dem Furmanow in freundschaftlichem Kontakt stand. 1923 begann die Arbeit an Furmanows Hauptwerk, dem Roman Tschapajew, welcher im gleichen Jahr in einer Erstfassung in Moskau erschien und Furmanows Erlebnisse aus seiner Bürgerkriegszeit unter Führung Tschapajews verdichtete. Ein langwieriger und fruchtbarer Gedankenaustausch mit Isaak Babel führte zur Idee, Tschapajew zu verfilmen. Furmanows verfrühter Tod im Jahr 1926, ausgelöst durch eine Gehirnhautentzündung, verhinderte es, dass er die Verfilmung im Jahr 1934 erlebte.
Furmanow ist Namensgeber der Dmitriy-Furmanov-Klasse, einer in der DDR für die Sowjetunion gebauten Binnenschiffsbaureihe.